# Gjilani
Gjilani o Gnjilane (en albanès: Gjilani, en serbi: Гњилане, transcrit: Gnjilane) és una ciutat situada a Kosovo. És el centre administratiu del districte de Gjilani. Des del 15 de febrer del 2003, Gjilani és la seu de l'Agència per la Democràcia Local a Kosovo del Consell d'Europa.

## Personatges il·lustres
- Bajram Haliti
- Xherdan Shaqiri